# Jayden Jaymes
Jayden Jaymes, pseudonimo di Michele Lee Mayo (Upland, 13 febbraio 1986), è un'ex attrice pornografica statunitense. Ha iniziato la sua carriera nel mondo dei film per adulti nel novembre 2006, ed è apparsa anche in alcuni film non pornografici con piccoli ruoli. Ha scelto Jayden come nome perché lo utilizzava mentre ballava mentre James dopo aver posato per Deja Vu. Il programma di MTV True Life le ha dedicato un servizio in un episodio incentrato sulla dipendenza dalla pornografia.

## Biografia
Jayden Jaymes gestisce un blog personale ed una serie di siti web nei quali parla liberamente e condivide dettagli intimi della sua vita, personale e professionale. Nel suo blog scrive apertamente del business della pornografia, compresi i commenti negativi che ne ha ricevuto.
La Jaymes ha svelato vari retroscena riguardo al sovraccarico di lavoro e alle basse paghe di The Erotic Network e Vivid Entertainment, che chiedevano alle modelle lavori extra non retribuiti, promettendo in cambio contatti con l'agente più rispettato del settore, Derek Hay, proprietario della LA Direct Models.
In una nota positiva sul suo blog, ha rivelato anche dettagli sui suoi progetti, incluso il contratto di 6 anni che firmò con la Topco Sales per lanciare una propria linea di sex toy nel gennaio 2011.
Anche se sembra che la Jaymes sia riuscita a tenere abbastanza riservata la sua vita privata, più volte le sono state attribuite relazioni con uomini di una certa notorietà. Ha smentito le voci riguardanti una sua relazione con Chuck Liddell sorte dopo lo scatto di alcune foto che li ritraevano assieme a Cabo San Lucas. Ha voluto chiarire la situazione dicendo che si trovavano lì come "amici", con altri amici, e che la situazione era stata alienata dal contesto.

## Riconoscimenti
Durante la sua carriera le sono stati dedicati 2 film monografici: Jayden Jaymes unleashed (Elegant Angel) nel 2010; I am Jayden (Porn Star Empire) nel 2011.
- AVN Awards
  - 2010 – Best Group Sex Scene (film) per 2040 con Jessica Drake, Kristen Price, Mikayla Mendez, Kaylani Lei, Tory Lane, Alektra Blue, Kayla Carrera, Randy Spears, Brad Armstrong, Rocco Reed, Marcus London, Mick Blue e T.J. Cummings[4]
  - 2014 – Best Body (Fan Award)[5]
  - 2015 – Best Boobs (Fan Award)[6]

## Filmografia
Al termine del 2012 la sua attività registra più di 430 film e 160 scene per siti web.
- Big Bottoms Up 2 (2007)
- Big Giant Titties 4 (2007)
- Big Pretty Titties 1 (2007)
- Big Tits Round Asses 2 (2007)
- Big Tits Round Asses 3 (2007)
- Big White Bubble Butts 2 (2007)
- Brotha Lovers (2007)
- Fresh out the Box 6 (2007)
- Holy Fuck It's Huge 1 (2007)
- Internal Eruptions (2007)
- Meet the Twins 7 (2007)
- Nuts 4 Big Butts 2 (2007)
- Round Mound Of Ass 1 (2007)
- Ass For Days 6 (2008)
- Babes Illustrated 18 (2008)
- Bang Bus 22 (2008)
- Behind the Cyber Door (2008)
- Big Payback (2008)
- Big Sloppy Asses (2008)
- Big Tits at School 3 (2008)
- Big Tits Round Asses 8 (2008)
- Big Wet Tits 6 (2008)
- Bootlegs and B-Sides 2 (2008)
- Bring Me the Head of Shawna Lenee (2008)
- Bubble Butt Bonanza 15 (2008)
- Diesel Dongs 6 (2008)
- Fuck Team 5 1 (2008)
- Girls Will Be Girls 3 (2008)
- Great Big Tits 6 (2008)
- Hand to Hand Combat (2008)
- Hand to Mouth 6 (2008)
- Massive Boobs (2008)
- Monster Curves 2 (2008)
- Naughty Athletics 3 (2008)
- Naughty College School Girls 49 (2008)
- Oil Overload 2 (2008)
- Oil Rigs (2008)
- Porn Fidelity 16 (2008)
- Rack It Up 2 (2008)
- Shameless Amateurs 1 (2008)
- Teenage Anal Princess 9 (2008)
- Tits and Ass 2 (2008)
- Traderz (2008)
- Wild Cherries 5 (2008)
- 2040 (2009)
- Apple Bottomz 6 (2009)
- Ass Parade 21 (2009)
- Ass Trap 2 (2009)
- Azz Fest 7 (2009)
- Bang Bus 25 (2009)
- Big Booty Rollin' 2 (2009)
- Big Tit Cream Pie 4 (2009)
- Big Tit Creampies 2 (2009)
- Big Tit Patrol 8 (2009)
- Big Tits at Work 8 (2009)
- Bombshell Bottoms 5 (2009)
- Boob Bangers 6 (2009)
- Boobstravaganza 15 (2009)
- Bubble Butt Belles (2009)
- Butt Dialed (2009)
- Buttwoman Returns (2009)
- Consumer Affairs 2 (2009)
- Crack Her Jack 10 (2009)
- Curvy Girls 4 (2009)
- Double D Secretaries (2009)
- Double Decker Sandwich 13 (2009)
- Double D's and Derrieres 4 (2009)
- Entourage: A XXX Parody (2009)
- Fetish Fucks 4 (2009)
- Fishnets 10 (2009)
- French Confessions (2009)
- Fucking Machines 7602 (2009)
- Fucking Machines 7941 (2009)
- Girl Meets Boy (2009)
- Girlfriend Vignettes 2 (2009)
- Girlgasmic 2 (2009)
- Girlvana 5 (2009)
- Glamour Girls 2 (2009)
- Gluteus Maximass 3 (2009)
- Hot n Sexy (2009)
- I Love Ass Cheeks 3 (2009)
- I Love Pretty Pussies (2009)
- I Screwed the Pizza Guy 2 (2009)
- Incumming 16 (2009)
- Internal Cumbustion 15 (2009)
- Internal Damnation 3 (2009)
- Internal Injections 5 (2009)
- Internet All Stars (2009)
- Intimate Touch 1 (2009)
- Jack's POV 15 (2009)
- Just Tease 1 (2009)
- Killer Grip 5 (2009)
- Lexington Loves Huge White Tits (2009)
- Limelight Girls 18 (2009)
- Massive Asses 4 (2009)
- Monster Curves 3 (2009)
- My Sister's Hot Friend 17 (2009)
- Naughty Athletics 7 (2009)
- Office Perverts 2 (2009)
- Pin-Up (2009)
- Pop Shots 10 (2009)
- Porn Fidelity 18 (2009)
- Porn Star Brides 3 (2009)
- Pornstar Athletics 2 (2009)
- Pornstars Like It Big 5 (2009)
- Pornstarslick (2009)
- Pretty Filth (2009)
- Real Wife Stories 3 (2009)
- Red Hot Romance (2009)
- Registered Nurse 2 (2009)
- Rollin' with Goldie 3 (2009)
- Star Trix: Deep Penetration (2009)
- Supermodel Slumber Party (2009)
- Sweet Cheeks 11 (2009)
- This Butt's 4 U 5: Crack Addictz (2009)
- Tits To Die For (2009)
- Tunnel Butts 2 (2009)
- Whore It Up (2009)
- 1 On 1 5 (2010)
- 2 Chicks Same Time 8 (2010)
- American Daydreams 8 (2010)
- Art of Desecration 1 (2010)
- Art of Desecration 2 (2010)
- Ass Ass And More Ass (2010)
- Asslicious 2 (2010)
- Bathroom Ballers (2010)
- Big Boob Carwash 1 (2010)
- Big Tit Cream Pie 6 (2010)
- Big Tit Hookups 2 (2010)
- Big Tits at School 10 (2010)
- Big Wet Asses 17 (2010)
- Boom Boom Flick 1 (2010)
- Boom Boom Flick 3 (2010)
- Bubble Butt Cuties (2010)
- Busty Beauties: The A List 2 (2010)
- Busty House Calls (2010)
- Busty Housewives 4 (2010)
- Busty Lifeguards (2010)
- Cum Buckets 10 (2010)
- Curvy Girls 5 (2010)
- Dcups.com (2010)
- Deal Closers (2010)
- Deep Throat This 44 (2010)
- Dripping Inside (2010)
- Every Last Drop 14 (2010)
- Fuck Myself (2010)
- Fuck Myself 2 (2010)
- Guilty Pleasures 2 (2010)
- Happier Endings (2010)
- Hardcore Gamblers (2010)
- In the VIP 1 (2010)
- Indulgence 1 (2010)
- Intoxication 2 (2010)
- Jayden Jaymes Unleashed (2010)
- Jesse Jane Playful (2010)
- Just Tease 2 (2010)
- Lesbian Fantasies 2 (2010)
- Looking for Mr. Right Now (2010)
- Love or Lust 1 (2010)
- Lust Lovers 1 (2010)
- Mad Love (2010)
- Magical Feet 7 (2010)
- Marriage Counselor (2010)
- My Dad's Hot Girlfriend 2 (2010)
- My Sexy Life 3 (2010)
- My Sister's Hot Friend 18 (2010)
- My Sister's Hot Friend 19 (2010)
- Nerd Hard (2010)
- Performers of the Year 2011 (2010)
- Peter North's POV 27 (2010)
- Pornstars Like It Big 9 (2010)
- Pound the Round POV 5 (2010)
- POV Jugg Fuckers 3 (2010)
- Pretty Filthy 2 (2010)
- Pussy Eating Club 3 (2010)
- Real Wife Stories 7 (2010)
- Sandra Buttocks And Jesse Janes Scandal (2010)
- Surreal Sex 1 (2010)
- Swallow This 16 (2010)
- Swimsuit Calendar Girls 4 (2010)
- Texass Tales (2010)
- This Ain't Cops XXX (2010)
- Titlicious 2 (2010)
- Tits Ahoy 10 (2010)
- Udderly Fantastic (2010)
- Watermelons 2 (2010)
- Amazon Whore Princesses (2011)
- Bad Girls 7 (2011)
- Big Tits at School 13 (2011)
- Big Tits at Work 12 (2011)
- Big Tits in Uniform 5 (2011)
- Blue Collar Boobs (2011)
- Bombshells 3 (2011)
- Boobwatch (2011)
- Bubble (2011)
- Car Wash Girls 2 (2011)
- Carnal Corruption (2011)
- Cover Girls (2011)
- Creamy in the Middle 2 (2011)
- Day With A Pornstar 1 (2011)
- Driven To Ecstasy 2 (2011)
- Driven To Ecstasy 3 (2011)
- Gangbanged 2 (2011)
- Girls of Bang Bros 2: Jayden Jaymes (2011)
- Holy Fuck It's Huge 7 (2011)
- Housewife's Hunt for Cunt 2 (2011)
- I Am Jayden (2011)
- In the VIP 5 (2011)
- Jailhouse Heat 3D (2011)
- Kelly Divine Is Buttwoman (2011)
- L for London (2011)
- Lesbian Fantasies 3 (2011)
- Lesbian Spotlight: Bridget B. (2011)
- Lesbian Spotlight: Jayden Jaymes (2011)
- Lesbian Spotlight: Jordan Kingsley (2011)
- Lesbian Spotlight: Nikki Rhodes (2011)
- Lesbian Spotlight: Puma Swede (2011)
- Lesbian Spotlight: Samantha Ryan (2011)
- Lesbian Spotlight: Shyla Stylez (2011)
- Lesbian Spotlight: Taylor Vixen (2011)
- Live Gonzo 2 (2011)
- Love and Lust 2 (2011)
- Lust Lovers 2 (2011)
- Massive Facials 3 (2011)
- Meat Melons (2011)
- My Dad's Hot Girlfriend 8 (2011)
- North Pole 83 (2011)
- Party Girls (2011)
- Performers of the Year 2012 (2011)
- Pornstars Like It Big 11 (2011)
- Prison Girls (2011)
- Superstars of Porn 1 (2011)
- Surreal Sex 3 (2011)
- Triple Trouble (2011)
- Watch Me Play 1 (2011)
- Watch Me Play 2 (2011)
- 25 Sexiest Boobs Ever (2012)
- Anal Bombshells (2012)
- Ass Masterpiece 9 (2012)
- Ass Parade 34 (2012)
- Ass Parade 35 (2012)
- Ass Parade 36 (2012)
- Baby Got Boobs 10 (2012)
- Bang Bus 37 (2012)
- Bang Bus 38 (2012)
- Barb Wire XXX (2012)
- Big Tit Cream Pie 17 (2012)
- Big Tit Cream Pie 18 (2012)
- Big Titty Committee 2 (2012)
- Big Wet Butts 6 (2012)
- Blonde and Stacked: Britney Amber (2012)
- Boob Collar Girlz (2012)
- Booty Bombs (2012)
- Bra Busters 3 (2012)
- Breast Worship 4 (2012)
- Busty Construction Girls (2012)
- Can He Score 10 (2012)
- Dirty Masseur 2 (2012)
- Fuck My Tits 7 (2012)
- Gangbanged 3 (2012)
- Girls Love Girls 4 (2012)
- Girls of Bang Bros 8: Eva Angelina (2012)
- Hollywood Heartbreakers 1 (2012)
- Horny Joe's Gym 3 (2012)
- I Am Samantha (2012)
- I Have a Wife 18 (2012)
- I Love Pussy: Taylor Vixen (2012)
- Internal Obsessions 2 (2012)
- Just Tease 3 (2012)
- Ladies Night (2012)
- Lesbian Fantasies 5 (2012)
- Lesbian Spotlight: Alexis Amore (2012)
- Monster Curves 19 (2012)
- My Dad's Hot Girlfriend 13 (2012)
- My Girlfriend's Busty Friend 2 (2012)
- Oiled Up 2 (2012)
- Pornstar Dropouts 2 (2012)
- Pretty Dirty (II) (2012)
- Pretty Dirty 2 (II) (2012)
- Sassy Ass (2012)
- Slammed (2012)
- Slurpy Throatsluts (2012)
- Tonight's Girlfriend 4 (2012)
- Top Supersluts of the Web (2012)
- XXX-Mas Fun (2012)
- 1 Girl 1 Camera 2 (2013)
- 2 Chicks Same Time 15 (2013)
- Adult Insider 11 (2013)
- Adult Insider 14 (2013)
- Avengers XXX 2: Along Came a Spider: An Axel Braun Parody (2013)
- Back It Up (2013)
- Backdoor to London (2013)
- Bang It Out (2013)
- Big Anal Asses (2013)
- Big Boobs In Uniform (2013)
- Big Booty Patrol (2013)
- Big Tits At Work 19 (2013)
- Brazzers Fan's Choice 200th DVD (2013)
- Brother Load 4 (2013)
- By Appt. Only (2013)
- Cumshots: Love At First Gulp 2 (2013)
- Don't Be Greedy (2013)
- Don't Tell My Husband 2 (2013)
- Fucktastic (2013)
- Girl Time (2013)
- Girlfriend's Revenge 2 (2013)
- Girls Just Want to Have Fun (2013)
- Girls Night (2013)
- Going Solo (2013)
- Group Sex Seduction (2013)
- Hot And Mean 7 (2013)
- Hot and Mean 9 (2013)
- Housewives Orgy 2 (2013)
- Insatiable Miss Alexis Texas (2013)
- Internal Cumbustion 18 (2013)
- James Deen Bangs 'Em All (2013)
- Just The Three Of Us (2013)
- Just Us Girls (2013)
- Laid in Lingerie 2 (2013)
- Lesbian Make-Up Sex (2013)
- Let's Play Dress Up (2013)
- Lex vs. Lisa Ann (2013)
- Lex's Breast Fest (2013)
- Lick Me Please (2013)
- Lick My License (2013)
- Love Requited (2013)
- Mandingo Massacre 7 (2013)
- Measure X (2013)
- MILF Revolution (2013)
- MILFs Seeking Boys 5 (2013)
- My First Sex Teacher 34 (2013)
- My Roommate's A Lesbian 4 (2013)
- Oil Overload 9 (2013)
- Pornstars Like It Big 17 (2013)
- Pussy Workout 4 (2013)
- Real Female Orgasms 16 (2013)
- Slammed 2 (2013)
- Sluts in the Office (2013)
- Supersluts of the Internet (2013)
- Swallowing Is Good For You (2013)
- Tonight's Girlfriend 20 (2013)
- Top Bottoms (2013)
- Triple Mania (2013)
- Truth Be Told (2013)
- What A Rack 2 (2013)
- White Likes It Dark (2013)
- Best in Ass (2014)
- Big Butt 3 (2014)
- Big Tits in Uniform 12 (2014)
- Black Cock Please (2014)
- Buns of Anarchy (2014)
- Fuck Her (2014)
- Girls With Ass (2014)
- Holy Shit Those Are Big Tits 2 (2014)
- I Don't Like Boys (2014)
- Internal Obsessions 3 (2014)
- Lingerie 3 (2014)
- Mother Suckers 2 (2014)
- Samantha Saint is Pretty Fantastic (2014)
- Sexual Deviants 2 (2014)
- Slammed 3 (2014)
- Threesome Addiction (2014)
- Tongue Me Down (2014)
- Tonight's Girlfriend 25 (2014)
- Top Picks 3 (2014)
- Udderly Delicious (2014)
- What a Rack 3 (2014)

### Non pornografici
- The Frankenstein brothers, regia di Lee Roy Kunz (2010)
- Diary of death, regia di Joe Hollow (2010)
- Bucky Larson: Born to Be a Star, regia di Tom Brady (2011)